# Colibrí topazi
El colibrí topazi (Topaza pella) és una espècie d'ocell de la família dels troquílids (Trochilidae) del nord-est de l'Amazònia.

## Hàbitat i distribució
Habita zones boscoses de Veneçuela oriental, nord i nord-est del Brasil, Guyana, Surinam i Guaiana Francesa.